# Božična luč
Božična luč je zgoščenka, ki jo je leta 2003 posnel in izdal Zbor sv. Nikolaja Litija pod dirigentskim vodstvom Helene Fojkar Zupančič. Na njej je izbrani opus skladb angleškega skladatelja Johna Rutterja. Splet čudovite glasbe in vsebine je ujet v izvedbo kakovostnih umetnikov - trideset članskega orkestra Simfonija Luwigana, solista Marcosa Finka, 40-članskega odraslega Zbora sv. Nikolaja in 30-članskega Nikolajevega otroškega zbora. Vsa besedila je v slovenski jezik prevedla Irma Močnik. Slovenske izdaje vseh skladb je uredila in pripravila Založba Astrum.

## Seznam skladb
1. Marijina uspavanka (Mary's Lullabuy)
2. Božična uspavanka (Christmas Lullabuy)
3. Za lepoto vse zemlje (For the Beauty of the Earth)
4. Božična luč (Candlelight Carol)
5. Pesem o rojstvu (Nativity Carol)
6. Vse, kar lepo, čisto je (All Things Bright and Beautiful)
7. Glej naš svet (Look at the World)
8. Pojdi v miru (Go Forth into the World in Peace)
9. Najlepši letni čas (The Very Best Time of Year)
10. Angelska pesem (Angel's Carol)
11. Pesem gozda (Wildwood Carol)
12. Najlepša pesem (What Sweeter Music)
13. Sveta noč
14. Gospod te blagoslovi (The Lord Bless You and Keep You)